# Crambione cookii
Crambione cookii (als Schreibvariante auch Crambione cooki) ist eine Art der Wurzelmundquallen, sie ist endemisch im Korallenmeer vor der Küste von Queensland, Australien. Die extrem seltene Art wurde nach dem Fund eines Einzeltiers 1896 erstbeschrieben, ein zweites angespültes Einzeltier wurde danach erst 1999 entdeckt. Sie gilt danach als „Lazarus-Taxon“, das nach dem vermeintlichen Aussterben unerwartet wiederentdeckt werden konnte. Weitere Funde sind seitdem nicht bekannt geworden. Die Art wurde zu Ehren von Kapitän James Cook benannt.

## Beschreibung
Das der Erstbeschreibung zugrunde liegende Exemplar besaß einen Schirmdurchmesser von 110 Millimeter. Der Neufund 1999 war mit 45 Zentimeter erheblich größer. Die Außenseite des Schirms (Exumbrella genannt) ist zum Rand hin glatt und flexibel, im Zentrum hart und unflexibel, mit einem sehr auffälligen netzartigen Muster aus tiefen Furchen, daran leicht von den beiden anderen Arten der Gattung Crambione unterscheidbar. Der Schirm ist milchig undurchsichtig (opak), auf der Unterseite (Subumbrella) mit braun gefärbten Muskelringen. Der Schirmrand trägt 88 spitze, untereinander gleich gestaltete Randlappen und acht Rhopalia. Die Mundarme erreichen etwa anderthalbfache Länge des Schirmdurchmessers. Sie sind in den unteren zwei Dritteln ihrer Länge dreikantig geflügelt, diese flügelartigen Lamellen komplex gefältelt. Die Mundarme sind durchscheinend milchigblau gefärbt. Die Mundscheibe (Peristom) ist zudem von vier schlanken Filamenten umgeben.
In der recht knapp gehaltenen Beschreibung fehlt die Beschreibung des internen Kanalsystems der Subumbrella, die für die Diagnose von Arten und Gattungen von großer Bedeutung ist. Deshalb wurde zeitweise vermutet, dass es sich nicht um eine valide Art, sondern um das Jungtier einer anderen Art handeln würde; dies wurde erst mit der Neuentdeckung entkräftet. Die Bestimmung des neu entdeckten Exemplars erfolgte anhand eines Fotobelegs, ohne eingehende anatomische Untersuchung. Der Neufund wurde fast weltweit als Sensation gefeiert, aber nie wissenschaftlich beschrieben.

## Funde
Der Erstfund stammt vom Great Barrier Reef vor Cooktown, Queensland, gefunden durch den Erstbeschreiber Alfred Goldsborough Mayer selbst, im Rahmen einer marinen Expedition unter Leitung von Alexander Agassiz.
Der Neufund 1999 gelang im Sommer 1999/2000 am Strand vor Mooloolaba. Finderin war eine Mitarbeiterin des kommerziellen Aquariums (heute „Sea Life Sunshine Coast“, Merlin Entertainments Group), die deshalb Erfahrung mit Quallen hatte und das Tier als Besonderheit erkannte. Nach Presseberichten wurde die Art danach im Aquarium gezeigt, heutige Hinweise (Stand März 2021) darauf fehlen.